# Джеймс Отіс
Джеймс Отіс-молодший (5 лютого 1725 — 23 травня 1783) — американський юрист, політик та активіст, який був одним із перших прихильників патріотичних ідей у провінції Массачусетська затока на початку Американської революції. Отіс був палким противником ордерів на допомогу, запроваджених у 1761 році, які дозволяли правоохоронцям обшукувати приватну власність без причини. Пізніше він критикував плани Великої Британії щодо запровадження нових податків у Тринадцяти колоніях. Як наслідок, Отісу часто приписують авторство гасла «оподаткування без представництва — це тиранія».